# Leigh Brackett
Leigh Douglass Brackett, född 7 december 1915 i Los Angeles, död 18 mars 1978 i Lancaster, Kalifornien, var en amerikansk science fiction- och deckarförfattare. Brackett skrev även filmmanus, de mest kända till filmerna Utpressning (The Big Sleep, 1946), Rio Bravo (1959) och Långt farväl (The Long Goodbye, 1973). Hon bidrog även till manuset till  Star Wars-filmen Rymdimperiet slår tillbaka (The Empire Strikes Back, 1980).

## Biografi
Leigh Brackett började skriva science fiction-noveller i tjugoårsåldern men hennes första roman No Good from a Corpse (1944) är en hårdkokt deckare i Raymond Chandler-stil. Romanen ledde till att hon blev kontrakterad som filmmanusförfattare. Brackett skrev film noir- och westernmanus samt science fiction-berättelser i en tid då dessa genrer dominerades av manliga författare. Brackett var bland annat känd för att, både i filmmanus och böcker, skriva skarpa dialoger. 
Bracketts romaner och noveller från 1950-talet, som till exempel The Sword of Rhiannon, är så kallade Space Opera- och Science fantasy-berättelser. En av hennes mest kända böcker The Long Tomorrow (1955)  visar en postapokalyptiskt värld och speglar de rädslor och spänningar som präglade USA under kalla kriget. Under slutet av 1950-talet och 1960-talet skrev Brackett framförallt film- och TV-manus men återvände till science fiction på 1970-talet med en trilogi kallad The Book of Skaith. 
Hon blev engagerad som manusförfattare av den kände filmregissören Howard Hawks 1946. Det första samarbetet med Hawks var manuset till Utpressning (1946) som hon skrev med William Faulkner och Jules Furthman, det sista var westernfilmen Rio Lobo (1970). Något år innan hon dog blev hon kontaktad av George Lucas för att skriva manuset till Star Wars-filmen Rymdimperiet slår tillbaka. Efter hennes död berabetades och färdigställdes manuset av Lawrence Kasdan. Hur mycket av Bracketts idéer som finns med i den slutgiltga versionen är oklart och omdiskuterat.

Brackett skrev även från slutet av 1950-talet till mitten av 1970-talet avsnitt till amerikanska tv-serier.
Brackett avled i cancer 1978. Hon var gift med science fiction-författaren Edmond Hamilton.